# Area 51: Site 4
Pour les articles homonymes, voir Area 51.
Area 51: Site 4 est un jeu vidéo d'arcade de tir à la première personne développé et édité par Atari Games en 1998. Il tire son nom des installations militaires de la zone 51. C'est la suite du jeu Area 51 sorti en 1995,.